# كلية كوينز (جامعة مدينة نيويورك)
كلية كوينز، جامعة مدينة نيويورك (بالإنجليزية: Queens College, City University of New York)‏ وتسمى أيضا كلية كوينز، هي جامعة دولة في مدينة نيويورك. وهي جزء من جامعة مدينة نيويورك تأسست عام 1937. يدرس فيها في الوقت الحالي 17.639 طالب وطالبة.

## الكليات
- الفنون والعلوم.
- الرياضيات والعلوم الطبيعية.
- التربية.
- العلوم الاجتماعية.

## شخصيات مشهورة تخرجت فيها
- باربارا باخ - ممثلة، وزوجة رينغو ستار.
- فران دريشر - ممثلة ومنتجة.
- جون فافرياو - ممثل.
- مارفن هامليش - ملحن.
- كارول كينغ - كاتبة أغاني.
- ستانلي ملغرام - عالم نفساني.
- روبرت موغ - مخترع جهاز (موغ - سانتيسيزور).
- راي رومانو - ممثل وكوميدي.
- جيري سينفيلد - كوميدي.
- باول سيمون - موسيقي.
- ماري مينارد دالي ـ عالمة كيمياء حيوية

## معرض صور

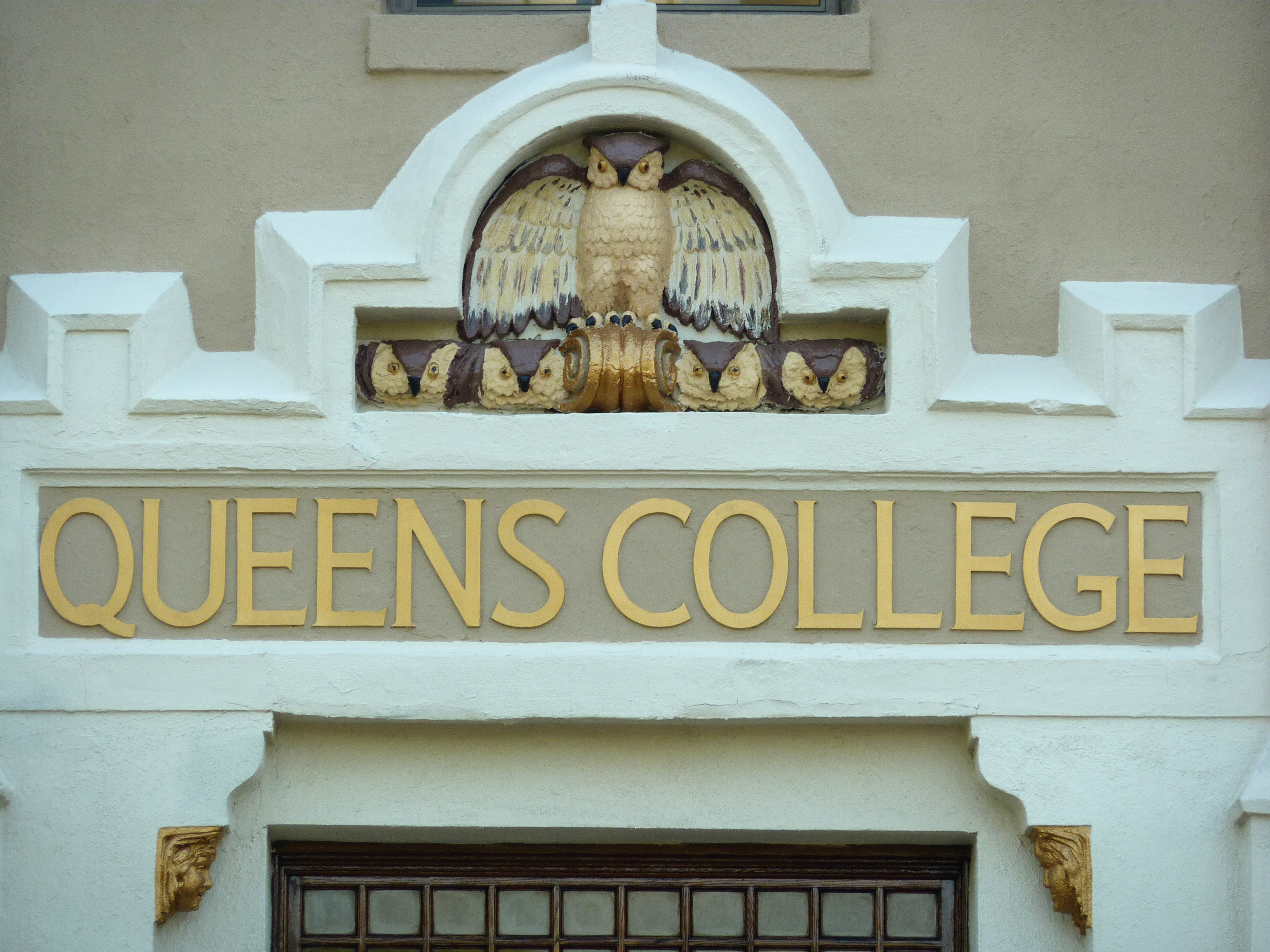
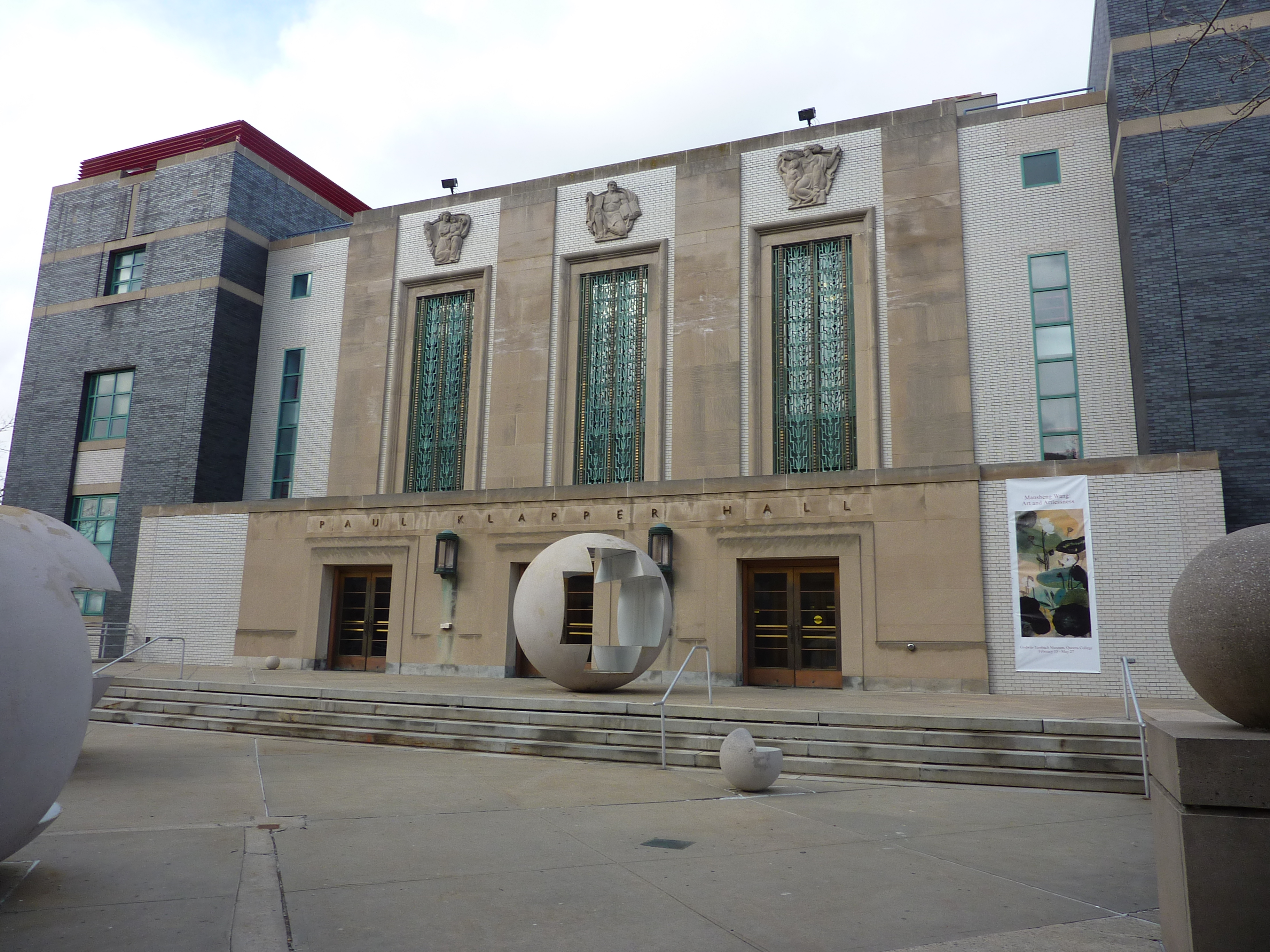
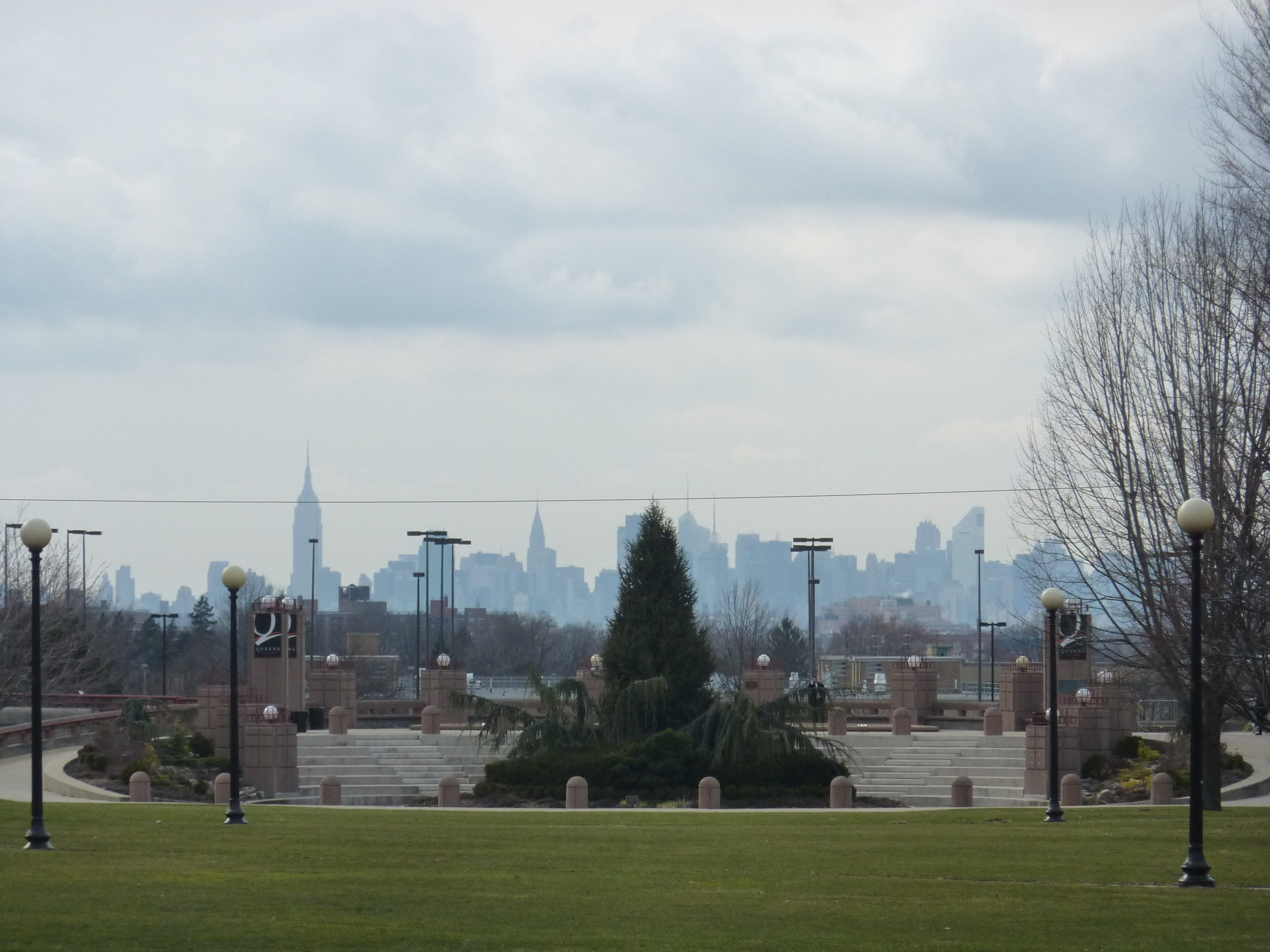
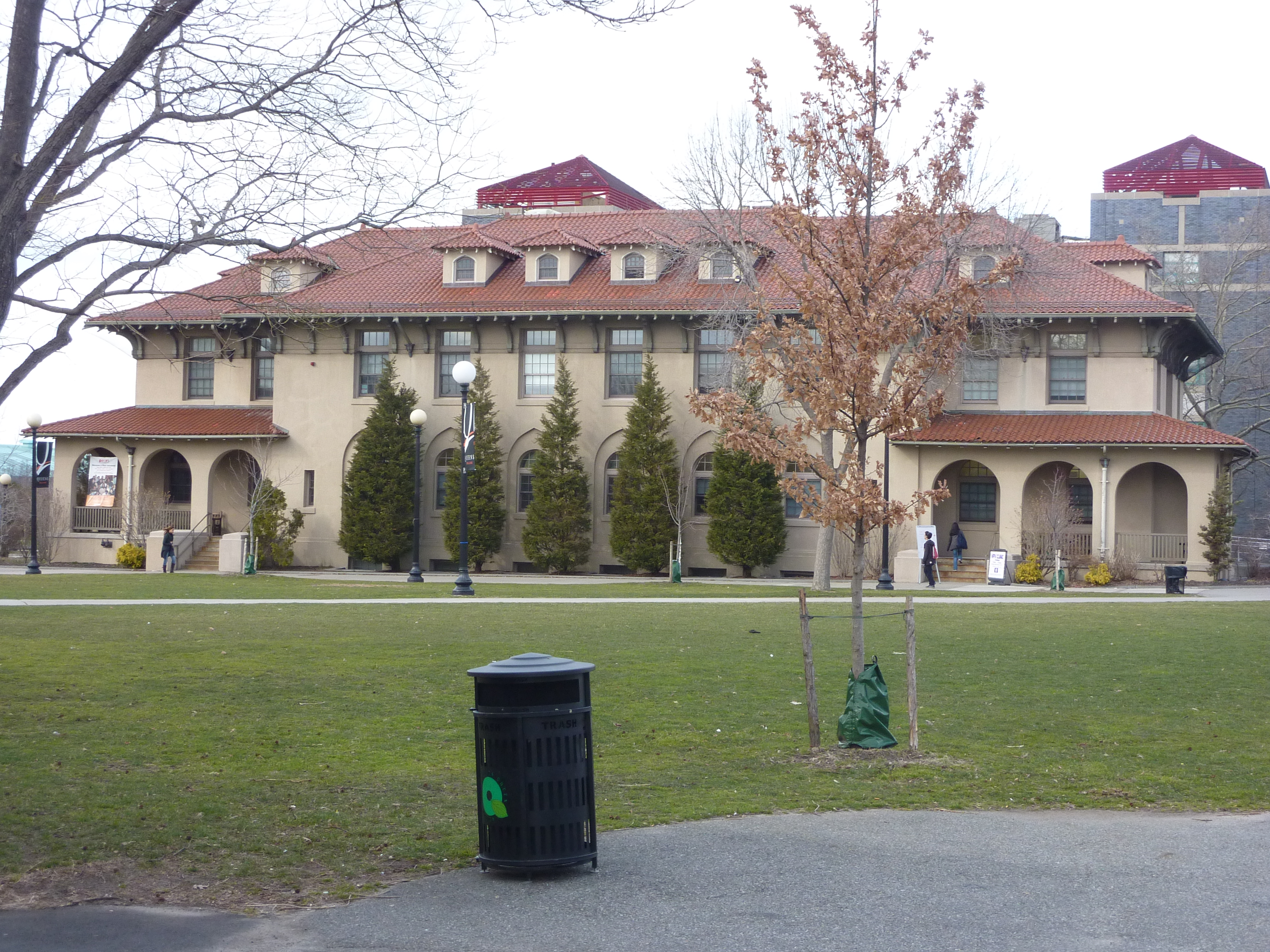
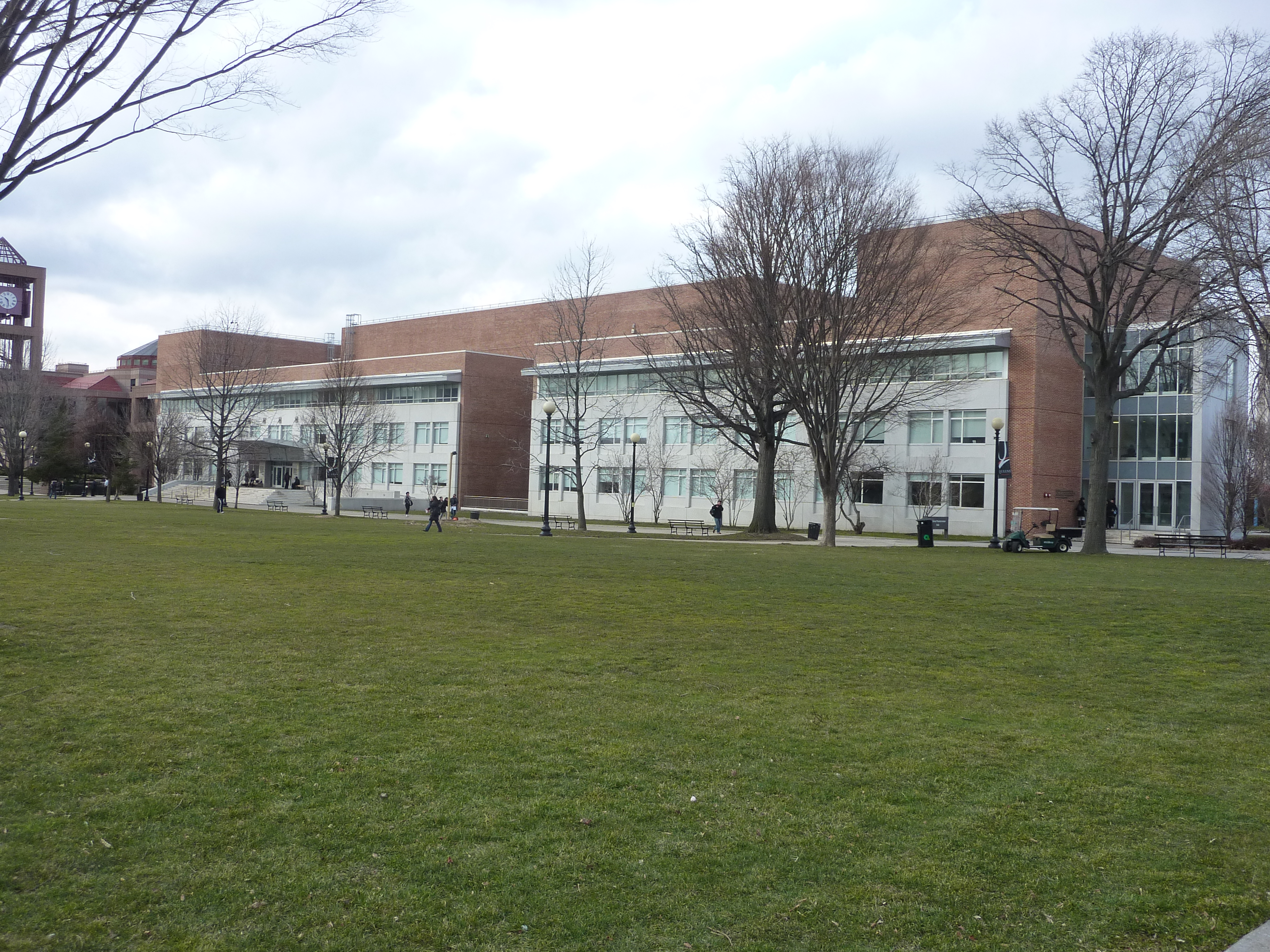

## وصلات خارجية
- كلية كوينز